# La Femme fardée (film, 1917)
Pour plus de détails, voir Fiche technique et Distribution.
La Femme fardée (When a Man Sees Red) est un film muet américain réalisé par Frank Lloyd et sorti en 1917.

## Fiche technique
- Titre : When a Man Sees Red
- Titre français : La Femme fardée
- Réalisation : Frank Lloyd
- Scénario : Frank Lloyd, d'après une nouvelle de Larry Evans
- Chef opérateur : William C. Foster
- Production : William Fox pour Fox Film Corporation
- Genre : Film dramatique
- Date de sortie :
  - États-Unis : 28 octobre 1917

## Distribution
- William Farnum : Larry Smith
- Jewel Carmen : Violet North
- Lulu May Bower : la sœur de Larry
- Cora Drew : la mère de Larry
- Marc Robbins : Logan
- A. Burt Wesner : Lewis
- Horace B. Carpenter
- Frank Ellis
- G. Raymond Nye : Capitaine Sutton
- Bill Patton